# Dnistrovská přečerpávací vodní elektrárna
Dnistrovská přečerpávací vodní elektrárna (ukrajinsky Дністровська ГАЕС) je přečerpávací elektrárna na Ukrajině. Nachází se poblíž vesnice Vasylivka v Černovické oblasti a leží na řece Dněstr. Přípravné práce na výstavbu započaly již v roce 1983. Současný výkon elektrárny (2024) je 1296 MW v režimu turbíny a 1664 MW v režimu čerpadla se třemi bloky. V budoucnu by elektrárna měla provozovat bloků sedm a tím se stane největší přečerpávací elektrárnou v Evropě. Dílo bylo spuštěno v roce 2009.

## Historie a technické informace

### Projekt
První přípravné práce na výstavbu díla byly zahájeny v roce 1983. Dne 16. ledna 1988 byl projekt schválen nařízením Ministerstva energetiky SSSR. V roce 1991 po vyhlášení nezávislosti Ukrajiny na Sovětském svazu byl projekt zastaven. Již v roce 1993 byl projekt však opětovně schválen na příkaz Ministerstva energetiky Ukrajiny ze dne 16. srpna 1993. Roku 1998 byla na žádost Světové banky provedena mezinárodní technická a ekonomická prověrka projektu švýcarskou strojírenskou firmou Elektrowar Engineering Services Limited. Ta ověřila proveditelnost dokončení přečerpávací elektrárny.

### Obnova
V roce 1999 byla založena samostatná společnost „Dniestrovska GAES“. Dne 24. listopadu 2005 bylo schváleno souhrnné stanovisko k dokončení výstavby Dnistrovské přečerpávací elektrárny v první etapě, která sestává ze tří bloků. Dne 16. února 2006 byl na Ukrajině schválen zákon „O schválení projektu dostavby I. etapy Dnistrovské přečerpávací vodní elektrárny“. Od 1: června 2007 je společnost „Dniestrovska GAES“ zákazníkem výstavby elektrárny na příkaz Ministerstva paliv a energetiky ze dne 30. května 2007. To se však V roce 2008 změnilo, protože společnost od té doby spadá pod Ukrhydroenergo, který se tak stal novým zákazníkem výstavby a to příkazem Ministerstva paliv a energetiky ze dne 16. ledna 2008.

### Uvedení do provozu
Dne 21. prosince 2008 bylo provedeno testovací spuštění první jednotky přečerpávací elektrárny. Dne 10. listopadu 2009 byl poprvé první agregát spuštěn v turbínovém režimu, dodal tím tak prvních 325 000 kWh do sítě.
Dne 20. října 2012 bylo zbořeno dočasné přehrazení horní nádrže, které tam bylo proto, že s jedním agregátem by napouštění trvalo příliš dlouho a hráz zmenšovala její objem. Tímto zbořením tak nádrž získala svůj projektovaný objem. Dne 20. prosince 2013 byla poprvé spuštěna druhá jednotka elektrárny. O několik let později, dne 21. prosince 2015 technici spustili třetí agregát, čímž byla dokončena první etapa výstavby elektrárny. V roce 2018, dne 11. prosince byly zahájeny práce na montáži statoru turbíny čtvrtého agregátu. Již 21. srpna 2021 byl čtvrtý blok spuštěn.

### Fakta
Po dosažení projektových parametrů se Dnistrovská elektrárna stane nejvýkonnější hydroakumulační stanicí v Evropě. Elektrárna bude podle projektu sestávat ze sedmi hydraulických jednotek s radiálně-axiálními turbínami. Celková kapacita bude 2268 MW v režimu turbíny a 2912 (podle provozovatele na jeho webu 2947 MW) v režimu čerpadla, což z ní udělá první v Evropě a šestou na světě.
Čtyři provozní agregáty jsou pojmenovány podle ženských jmen. Slava, Viktorija, Nadja a Anna. Podle provozovatele je to proto, že ženy dávají světu život, vyzařují energii a světlo.